# Macromelea
Macromelea é um género de coleópteros da família Erotylidae.